# Lógica de Port-Royal

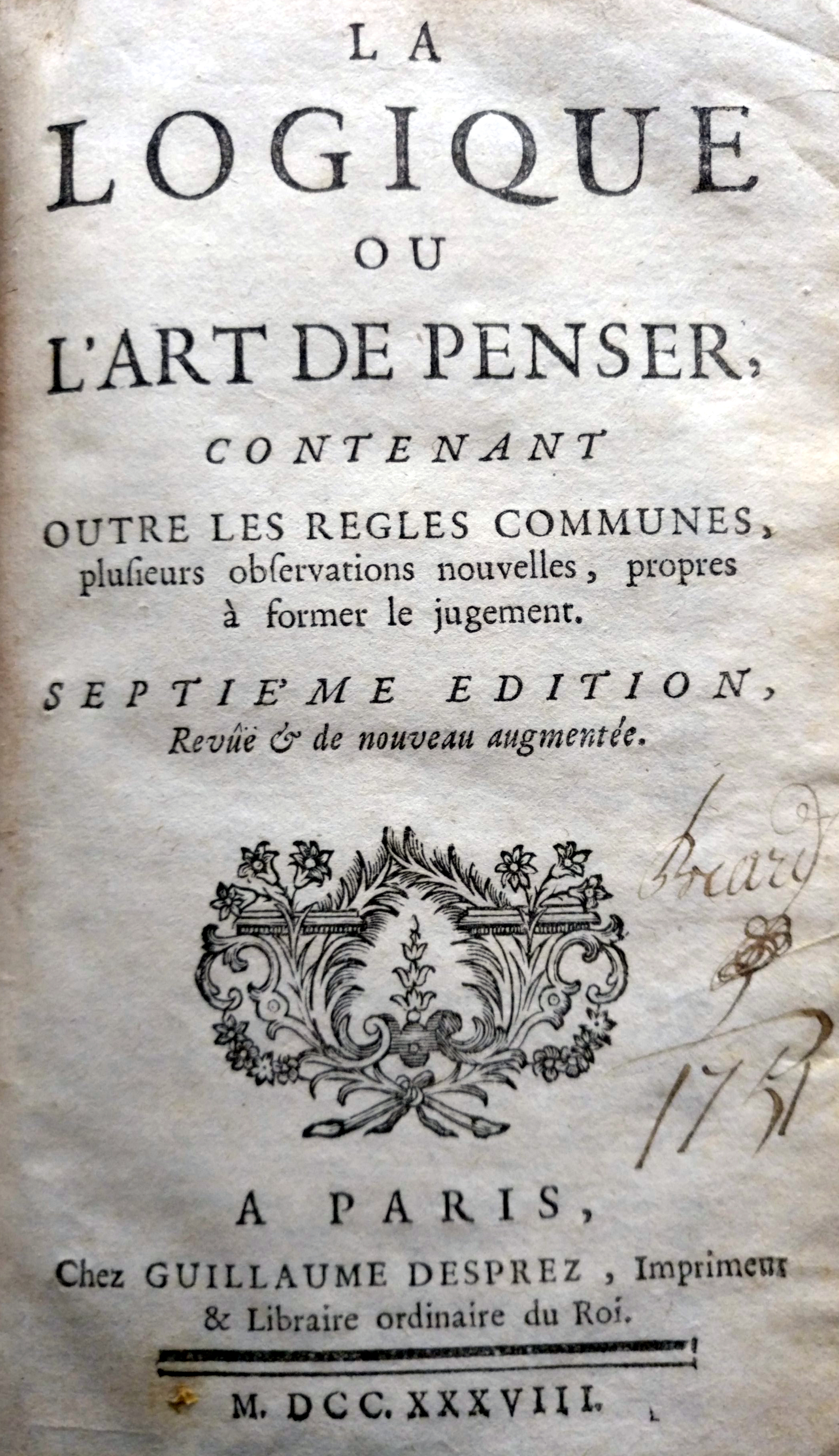
Séptima edición (de 1738) de la Lógica de Port-Royal

Lógica de Port-Royal es el nombre con el que se conoce normalmente La logique, ou l'art de penser, contenant, outre les règles communes, plusieurs observationes nouvelles propres à former le jugement, 1ª edición, París 1662. Un importante manual de lógica publicado anónimamente por primera vez en 1662 cuyos autores son Antoine Arnauld y Pierre Nicole, dos prominentes miembros del movimiento jansenista, desarrollado alrededor de Port-Royal. Escrito en el ambiente jansenista y bajo la influencia del racionalismo cartesiano es posible que Blaise Pascal contribuyese a la redacción del texto.
Escrito en francés, se convirtió en un texto popular y fue útil hasta el siglo XX, introduciendo al lector en la lógica, y exhibiendo importantes elementos cartesianos en su metafísica y epistemología (Arnauld había sido uno de los principales filósofos cuyas objeciones fueron publicadas, con réplicas, en Méditations métaphysiques de Descartes'). Mantienen la validez de los razonamientos según las formas silogísticas aristotélicas. Pero el contenido cognoscitivo de los términos son interpretados según la nueva filosofía cartesiana.

## Partes de la obra
Contiene "Dos discursos". El segundo es un añadido en el que se responde a varias objeciones que han surgido a propósito de la primera edición. 
- Definición de la Lógica: el arte de conducir bien la razón en el conocimiento de las cosas, tanto para instruirse a sí mismo como para instruir a los demás.

Arnalud y Nicole, en cuanto cartesianos de la primera hora, se centran en la distinción entre las ideas claras y distintas, y las ideas oscuras y confusas. Las ideas claras y distintas son las que permanecen de pie luego del proceso severo de la duda metódica, mientras que las segundas son aquellas que nos sugieren esos amables enemigos de la luz, que son los sentidos.  Sostienen que lo claro implica lo distinto, y lo oscuro supone necesariamente lo confuso,  es por eso que establecen una suerte de inventario de las ideas claras y de sus opuestas, las oscuras. Así, dicen, evocando a Descartes, que “la idea que uno tiene de sí mismo, en tanto una cosa que piensa, es muy clara, de la misma manera que lo es la idea de todas las dependencias de nuestro pensamiento, como juzgar, razonar, dudar, querer, desear, sentir, imaginar. (…) También concebimos claramente el ser, la existencia, la duración, el orden, el número (…) Las ideas confusas y oscuras, en tanto, son aquellas que provienen de las cualidades sensibles, como los colores, los sonidos, los olores, el gusto, el frío, el calor, el hambre, la sed, la pesadez, el dolor corporal.”

Al respecto, explica Macías Fattoruso:
“Arnauld y Nicole postulan un dualismo radical, militante; para ellos lo uno es excluyente de lo diverso; el cuerpo y el alma son entes extraños entre sí, como abiertamente lo postuló Platón, como en parte lo afirma San Agustín. Dicen que todo se debe a una discrepancia entre el alma, que no ha puesto ninguna voluntad para recibir esas impresiones, y el cuerpo, que es una incansable y entrometida usina de excitaciones y comunicaciones agolpadas y veloces. Son oscuras las ideas porque el alma, al no procesarlas, no tiene cómo abarcarlas, encuadrarlas, encauzarlas. Es preciso un fuerte combate interior para que la claridad triunfe, para que lo discrepante y confuso sea sometido a la claridad de los grandes principios que deben regir la vida de los hombres”. 
Una parte importante de la Lógica por cuanto demuestra el vínculo con el legado de Descartes lo constituye el apartado que trata sobre la normativa de la definición. 
“Reglas relativas a la definición:
1. No dejar ningún término pudiera resulta oscuro o equívoco sin definir.
2. No utilizar en las definiciones términos que no sean perfectamente conocidos o ya explicados. Dos reglas para los axiomas:
3. No exigir en los axiomas sino cosas perfectamente evidentes.
4. Recibir como evidente aquello que no reclama más que un poco de atención para ser reconocido como verdadero. Dos reglas para las demostraciones:
5. Probar todas las proposiciones un poco oscuras, sirviéndose de definiciones precedentes, de axiomas ya acordados, o de proposiciones que ya fueron demostradas.
6. No abusar jamás del equívoco de los términos, al no remplazar mentalmente las definiciones que los restringen y los explican. Dos reglas para el método:
7. Tratar las cosas, en tanto se pueda, en su orden natural, comenzando por las más generales y las más simples, y explicando todo aquello que pertenece a la naturaleza del género antes que pasar a las especies particulares.
8. Dividir, en tanto que se pueda, cada género en todas sus especies, cada todo en todas sus partes, y cada dificultad en todas sus expresiones.”
El filósofo Louis Marin la estudio minuciosamente en el siglo XX (La Critique du discours, Éditions de Minuit, 1975), y Michel Foucault la consideró en Les mots et les choses, como una de las bases de la episteme clásica.